# صغیردشت
صغیردشت جماعت و شهرکی در جنوب شرقی کشور تاجیکستان است که در ناحیهٔ درواز ولایت مختار کوهستان بدخشان قرار دارد. جمعیت این جماعت ۸۷۵۰ است.